# Hiob Ludolf

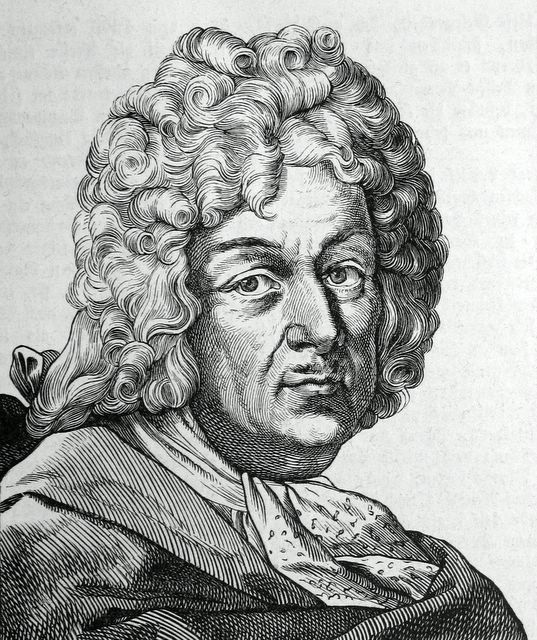
Hiob Ludolf

Hiob Ludolf (ur. 24 czerwca 1624 w Erfurcie, zm. 8 kwietnia 1704 we Frankfurcie nad Menem) – niemiecki orientalista i filolog specjalizujący się w języku etiopskim.

## Życiorys
Był radcą dworu cesarskiego. Studiował w Erfurcie i Lejdzie. W Rzymie poznał uczonego etiopskiego abbę Gorgoryosa (Grzegorza), który udał się z nim do Gothy i asystował mu w studiach. Prace Ludolfa wyjaśniają błędne wyobrażenie o języku i kulturze etiopskiej. Jego gramatyki języków: gyyz i amharskiego mają dziś znaczenie historyczne. Był autorem pierwszej w Europie historii Etiopii (Historia Aethiopica, 1681) z obszernym komentarzem (Commentarius, 1691).
Jako pierwszy zbadał mistecki Kodeks Vindobonensis i wykonał dla Muzeum w Amsterdamie wierne kopie rysunków tam znajdujących się. Jego prace zostały opublikowane w dziele 'Historia Rerum Rarum. Będąc poliglotą władał 25 językami.

## Wybrane publikacje
- Sciagraphia historiae aethiopicae, Jena 1676.
- Historia aethiopica, Frankfurt 1681.
- Commentarius, Frankfurt 1691.
- Appendices, Frankfurt 1693-1694
- Grammatica linguae amharicae, Frankfurt 1698.
- Lexicon amharico-latinum, Frankfurt 1698.
- Lexicon aethiopico-latinum, Frankfurt 1699.
- Grammatica aethiopica, Londyn 1661; Frankfurt 1702.